# Исихара, Синобу
Синобу Исихара (25 сентября 1879, Префектура Токио — 3 января 1963, Shimokawazu) — японский врач-офтальмолог и учёный, создавший цветовой тест Исихары для выявления дальтонизма.

## Биография
Родился в Токио 25 сентября 1879 года.
В 1905 году, получив медицинское образование в Токийском университете, был направлен в японскую императорскую армию в качестве врача, работая в основном хирургом. Позже сменил специальность на офтальмолога.
В 1908 году вернулся в Токийский университет, где посвятил себя офтальмологическим исследованиям. В 1910 году стал инструктором Военно-медицинского училища, где, помимо наблюдения за пациентами, проводил исследования по «военно-полевой офтальмологии» и тому, как отбирать здоровых к службе солдат. Во время работы в училище Синобу Исихару попросили разработать способ для проверки новобранцев на предмет аномалии цветового восприятия. Его помощником был дальтоник, который помогал ему готовить специальные планшеты (листы) для тестов.
Синобу Исихара стал известен во всём мире из-за разработки теста для проверки цветового зрения, который он опубликовал в 1917 году. В этом тесте испытуемому показывают цветной узор и спрашивают, какие цифры он там видит. Люди с разными формами дальтонизма дают разные ответы. Исихара также разработал японскую таблицу определения остроты зрения и прибор для определения ближней точки, которые до сих пор используются в Японии. Он также внёс значительный вклад в изучение трахомы и миопии.
Поступив в 1908 году в аспирантуру по офтальмологии в Университете Токио, обучался у Дзюдзиро Комото (Jujiro Komoto). Затем учился в Германии у профессоров Вольфганга Штока, Теодора Аксенфельда и Карла фон Гесса. В 1922 году Синобу Исихара был назначен профессором и руководителем кафедры офтальмологии Токийского университета, где проработал по март 1940 года.
Выйдя на заслуженный отдых, Синобу Исихара вёл очень скромный образ жизни. Пользовался большим уважением среди своих учеников, которые построили для него коттедж возле горячего источника на полуострове Идзу. Там он служил земским врачом, проводя лечение своих соседей, не требуя оплаты. Но, по обычаю тех дней, пациенты оставляли в знак благодарности продукты собственного производства и небольшие суммы денег. Покрыв свои расходы, Исихара вернул все оставшиеся деньги жителям деревни, которые на эти средства построили библиотеку и учебную комнату для деревенских детей.
Умер на полуострове Идзу 3 января 1963 года.

Некоторые планшеты теста Исихары
Ishihara Plate No. 1 (12)
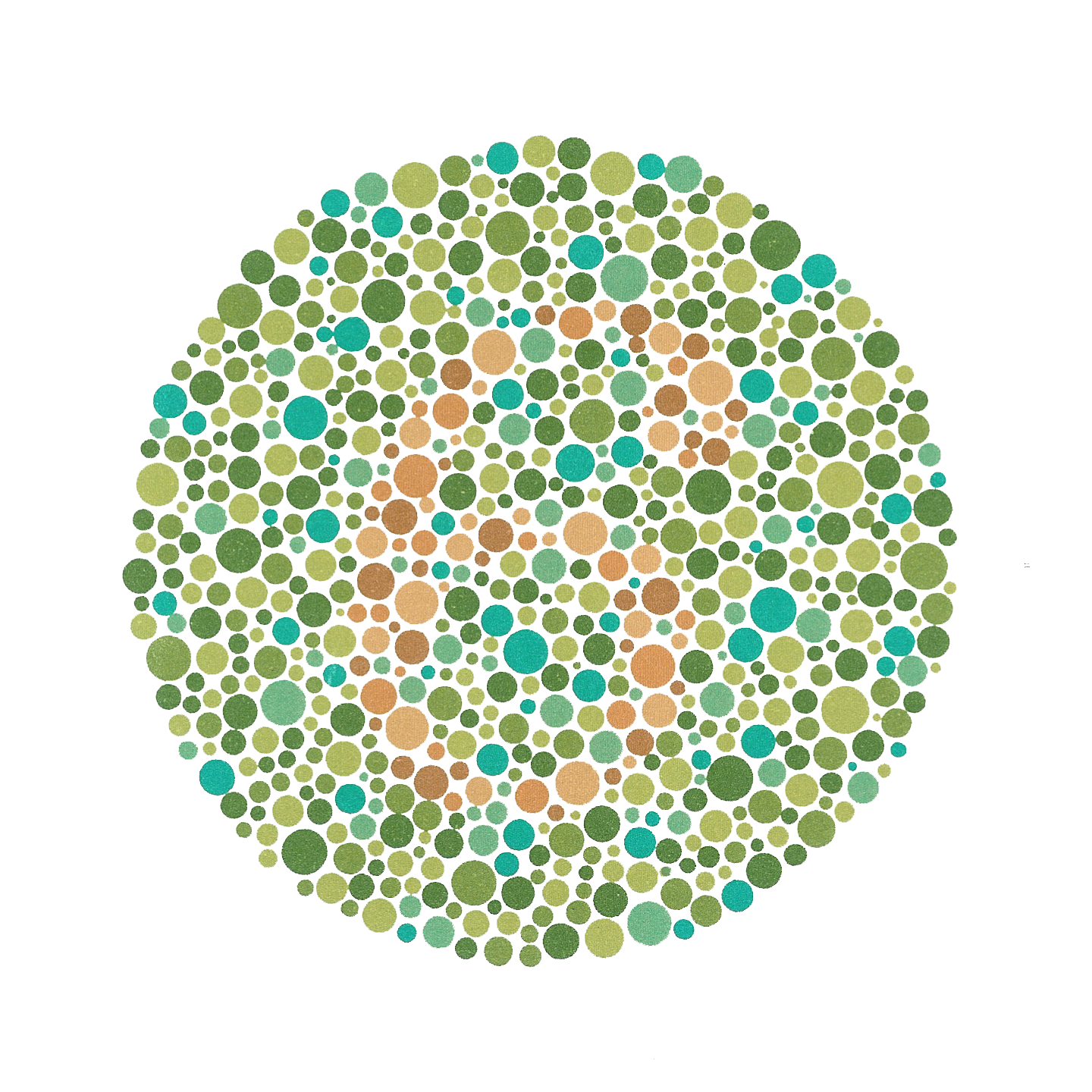
Ishihara Plate No. 13 (6)
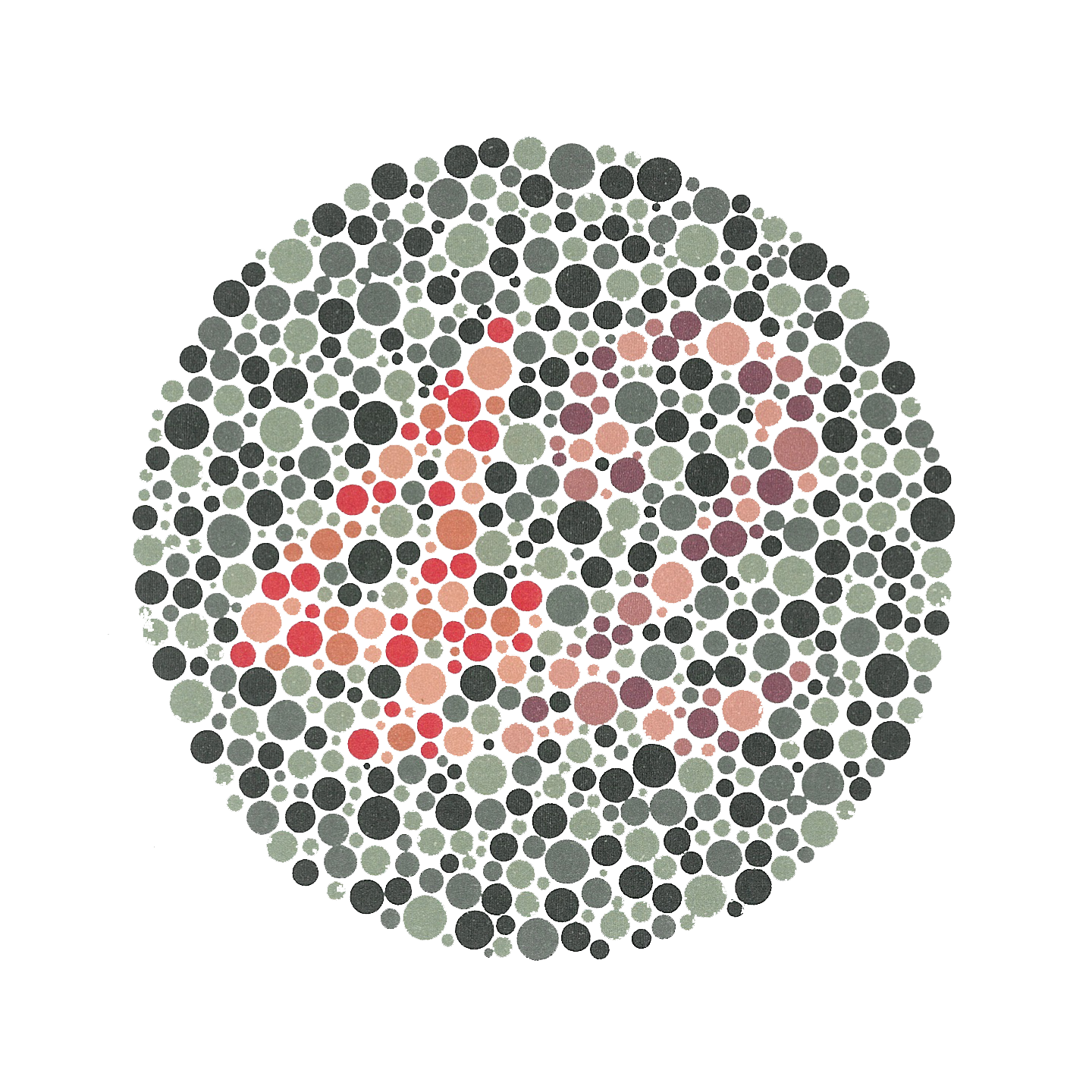
Ishihara Plate No. 23 (42)